# إلفيس أندروس
إلفيس أندروس (بالإسبانية: Elvis Andrus)‏ هو لاعب كرة قاعدة فنزويلي، ولد في 26 أغسطس 1988 في ماراكاي في فنزويلا.

## وصلات خارجية
- إلفيس أندروس على موقع دوري كرة القاعدة الرئيسي (الإنجليزية)
- إلفيس أندروس على موقعبيزبول رفرنس.كوم (الدوري الرئيسي) (الإنجليزية)
- إلفيس أندروس على موقعبيزبول رفرنس.كوم (الدوري الثانوي) (الإنجليزية)
- إلفيس أندروس على موقع إي إس بي إن.كوم (أم.أل.بي) (الإنجليزية)
- إلفيس أندروس على موقع مشجعي الرسوم البيانية (الإنجليزية)